# Marquesado de Serdañola

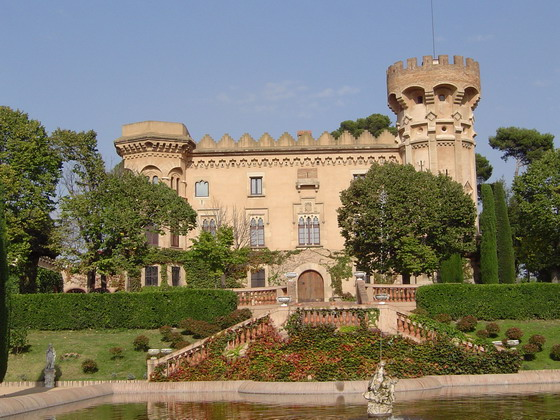
Castillo de San Marcial, casa solariega de los marqueses de Serdañola, declarada Bien de Interés Cultural y ubicada en la localidad de Sardañola del Vallés.

Escudo municipal de Sardañola del Vallés (Barcelona), que dio nombre a este marquesado.

El Marquesado de Serdañola es un título de nobiliario español creado el 13 de septiembre de 1690 por el rey Carlos II a favor de Félix de Marimón y de Tord, señor de Serdañola.
Su denominación hace referencia al municipio español de Sardañola del Vallés o Sardanyola (en catalán y oficialmente Cerdanyola del Vallès), municipio de la comarca del Vallés Occidental, en la provincia de Barcelona, Comunidad Autónoma de Cataluña, España. 

## Armas
«En campo de plata, un león rampante, de azur, coronado de oro, armado y lampeado de gules. Bordura dentada, de azur.»

## Marqueses de Serdañola
|                        | Titular                                               | Periodo             |
| ---------------------- | ----------------------------------------------------- | ------------------- |
| Creación por Carlos II |                                                       |                     |
| I                      | Félix de Marimón y de Tord                            | 1690-1721           |
| II                     | José de Marimón y Corvera                             | 1721-1747           |
| III                    | Juan Antonio de Marimón y Velasco                     | 1747-1756           |
| IV                     | José Antonio de Marimón y Boil de Arenós              | 1756-1794           |
| V                      | José Pascual de Marimón y Rabasa-Perellós             | 1794-1832           |
| VI                     | Juan María de Marimón y Rabasa-Perellós               | 1832-1842           |
| VII                    | María de los Dolores de Marimón y Querí               | 1842-1865           |
| VIII                   | José María de Arróspide y Marimón                     | 1865-1893           |
| IX                     | María del Carmen de Arróspide y Álvarez de Villamañán | 1893-1928           |
| X                      | José María Trénor y Arróspide                         | 1929-2001           |
| XI                     | José María Trénor y Suárez de Lezo                    | 2001-2012           |
| XII                    | José María Trénor y Löwenstein-Wertheim-Rosenberg     | 2012-actual titular |

## Historia de los marqueses de Serdañola
- Félix de Marimón y de Tord (1636-1721), I marqués de Serdañola.

1. Casó con Jerónima de Corvera-Sancliment.

Le sucedió su hijo:
- José de Marimón y Corvera (1662-1747), II marqués de Serdañola.

1. Casó con María Francisca de Velasco y Reguer, IX condesa de la Revilla

Le sucedió su hijo:
- Juan Antonio de Marimón y Velasco (1691/8-1756), III marqués de Serdañola, X conde de la Revilla.

1. Casó con María Josefa Boil de Arenós Figuerola y Blanes (1711-1778), VI marquesa de Boil, IX baronesa de Náquera.

Le sucedió su hijo:
- José Antonio de Marimón y Boil de Arenós (1734-1794), IV marqués de Serdañola, VII marqués de Boil, XI conde de la Revilla, X barón de Náquera.

1. Casó con Josefa Rabasa de Perellós y Lanuza, hija de Ginés Rabasa de Perellós y Lanuza, III marqués de Dos Aguas y de su esposa Elena de Lanuza Boxadors, VII condesa de Plasencia. Le sucedió su hijo:

- José Pascual de Marimón y Rabasa de Perellós (1775-1832), V marqués de Serdañola, VIII marqués de Boil, XII conde de la Revilla, XI barón de Náquera.

1. Casó con María del Pilar Rebolledo de Palafox y Melzi, hija de Juan Felipe Rebolledo de Palafox y Bermúdez de Castro, III marqués de Lazán, marqués de Navascués, marqués de Cañizar, marqués de San Felices. Sin descendientes.
2. Casó con María del Carmen Marí y Alfonso. Sin descendientes.
3. Casó con María Quintina Belvís. Sin descendientes. Le sucedió su hermano:

- Juan María de Marimón y Rabasa-Perellós (1795-1842), VI marqués de Serdañola, IX marqués de Boil, XIII conde de la Revilla, XII barón de Náquera.

1. Casó con Dolores Querí y Peñafiel. Le sucedió su hija:

- María de los Dolores de Marimón y Querí (1819-1865), VII marquesa de Serdañola, X marquesa de Boil, marquesa de Dos Aguas, IX condesa de Albatera, condesa de Plasencia, XIV condesa de la Revilla, XIII baronesa de Náquera.

1. Casó con José María de Arróspide y Chasco. Ambos están enterrados juntos en el Cementerio de San Isidro de Madrid tras fallecer ella a los 42 años el 8 de octubre de 1865, y él el 17 de noviembre de 1883 a los 77 años.

Le sucedió su hijo:
- José María de Arróspide y Marimón (1842-1883), VIII marqués de Serdañola.

1. Casó con Isabel Álvarez de Villamañán y Montes, Duquesa de Castro Enríquez, Marquesa de Valderas

Le sucedió su hija primogénita:
- María del Carmen de Arróspide y Álvarez de Villamañán (1868-1928), IX marquesa de Serdañola.

Le sucedió en 1929, su cuarto hijo, primer varón:
- José María Trénor y Arróspide (1906-2000), X marqués de Serdañola, marqués de Sort.

Le sucedió en 2001, su hijo:
- José María Trénor y Suárez de Lezo (1939-2011), XI marqués de Serdañola.

Le sucedió en 2012, su hijo:
- José María Trénor y Löwenstein-Wertheim-Rosenberg (n. 1974), XII marqués de Serdañola.